# 杨祺如
杨祺如（1999年1月27日—），中国大陆女演员，北京电影学院学生。2017年毕业于人大附中，并获封“最美毕业生”称号。2019年参演电影《中国机长》。

## 主要经历
2017年6月，杨祺如毕业于人大附中，参加高考前已通过北京电影学院、上海戏剧学院的专业考试。高考结束后，她获封“最美毕业生”称号。杨祺如的高考文化分达到了211高校北京林业大学录取线，但她在选专业时发现自己对土木工程、园林不感兴趣，最终选择就读北京电影学院。同年11月，参与录制共青团中央学校部指导的《中国梦》歌曲MV。
2019年9月，杨祺如担纲主演的电影《中国机长》上映，这是她的首部影视作品。同年，她还先后参演电影《红楼梦》（李少红版）以及电视剧《鹿鼎记》（2019版）。

## 影视作品

### 电视剧
| 首播年份 | 剧名            | 角色   | 备注     |
| 2020年   | 《鹿鼎记》      | 雙兒   |          |
| 2021年   | 《一剪芳华》    | 苏佩瑶 |          |
| 2023年   | 《我的女友们》  | 张珊珊 | 網絡短劇 |
| 2023年   | 《将军在下》    | 魏凛   | 網絡短劇 |
| 2025年   | 《我叫赵甲第2》 | 裴洛神 | 網絡劇   |
| 待播     | 《婚礼日》      |        | 網絡短劇 |
| 待播     | 《偷走他的心》  | 苏洋   |          |
| 待播     | 《弦歌》        | 孟雅雯 |          |

### 电影
| 首映年份 | 片名             | 角色   | 备注     |
| 2019年   | 中国机长         | 杨慧   |          |
| 2021年   | 中国医生         | 张璐   |          |
| 2021年   | 春光灿烂猪八戒   | 小龙女 | 網絡電影 |
| 2023年   | 洪朝生           | 李滢   |          |
| 2024年   | 红楼梦之金玉良缘 | 袭人   |          |

### 微电影
| 首映年份 | 首映日期 | 片名                 | 角色 | 备注 |
| 2020年   | 2月25日  | OLAY小白瓶音乐微电影 |      |      |

## 杂志
| 年份   | 杂志       | 备注     |
| 2019年 | EchoPeople | 11月29日 |

## 获奖与提名
| 年份   | 颁奖典礼             | 获奖     | 作品     | 结果 | 备注 |
| 2020年 | 第35届大众电影百花奖 | 最佳新人 | 中国机长 | 提名 |      |